# Poquita fe
Poquita fe es una serie de televisión de comedia costumbrista española creada en 2023 por Pepón Montero y Juan Maidagán protagonizada por Raúl Cimas y Esperanza Pedreño.  

## Trama
Aborda un año en la vida de la pareja formada por la trabajadora de infantil Berta y el guardia de seguridad José Ramón. Sobre todo los contratiempos entre dos personas poco ambiciosas, torpes en las relaciones, melancólicos, en crisis permanente, pero que se quieren tal cual son 

## Reparto
- Raúl Cimas como José Ramón [3]
- Esperanza Pedreño como Berta [3]
- Marta Fernández Muro como la madre de José Ramón[1]
- Chani Martín como el vecino
- Julia de Castro como la cuñada [3]
- María Jesús Hoyos [3]
- Juan Lombardero [3]
- Pilar Gómez como Pilar [3]
- Enrique Martínez como Riki [3]
- Blas Ortiz [3]
- José Manuel Poga [4]

## Estreno y producción
La serie es una producción de Buendía Estudios. Creada por Juan Maidagán, quien además ejerce como director, su primera temporada es de 12 capítulos, de 15 minutos de duración. La música y la cabecera es de Víctor Coyote, y la fotografía de Carles Cusí. Se estrenó en Movistar Plus+ el 4 de julio de 2023.  En septiembre de 2023, se anunció la renovación de una segunda temporada, cuyo rodaje empezó en febrero de 2025, con la incorporación de Eduardo Antuña.   
En julio de 2024, se anuncia que la serie tendrá adaptación en Alemania, producida por SKP Entertainment GmbH, para la plataforma de streaming Joyn, de ProSiebenSat.1 Media SE.

## Episodios
- 1.º:  Enero
- 2.º:  Febrero
- 3.º:  Marzo
- 4.º:  Abril
- 5.º:  Mayo
- 6.º:  Junio
- 7.º:  Julio
- 8.º:  Agosto
- 9.º:  Septiembre
- 10.º: Octubre
- 11.º: Noviembre
- 12.º: Diciembre

## Críticas
Alberto Rey de El Mundo valoró de Poquita fe que  sublima el «me ríe por no llorar» muy español. 
Raquel Hernández Luján de HobbyConsolas la valoró con 73 puntos ("bueno"), destacando el formato- "muy ágil"- y el montaje, que incluye el uso del falso documental. Cómo punto negativo, concluía que la serie merecía un mejor cierre. 

## Reconocimientos
| Año  | Nominado                                        | Galardón                                       | Resultado                    | Ref. |        |
| ---- | ----------------------------------------------- | ---------------------------------------------- | ---------------------------- | ---- | ------ |
| 2023 | XXIX Premios Cinematográficos José María Forqué | Mejor serie de televisión                      | Mejor serie de televisión    |      | [ 11 ] |
| 2023 | XXIX Premios Cinematográficos José María Forqué | Mejor interpretación masculina en serie        | Raúl Cimas                   |      | [ 11 ] |
| 2023 | XXIX Premios Cinematográficos José María Forqué | Millor interpretació femenina en sèrie         | Esperanza Pedreño            |      | [ 11 ] |
| 2024 | XI Premios Feroz                                | Mejor serie de comedia                         | Mejor serie de comedia       |      | [ 12 ] |
| 2024 | XI Premios Feroz                                | Mejor guion en serie de televisión             | Pepón Montero, Juan Maidagán |      | [ 12 ] |
| 2024 | XI Premios Feroz                                | Mejor actor en serie de televisión             | Raúl Cimas                   |      | [ 12 ] |
| 2024 | XI Premios Feroz                                | Mejor actoren serie de televisión              | Esperanza Pedreño            |      | [ 12 ] |
| 2024 | XI Premios Feroz                                | Mejor actor secundario en serie de televisión  | Chani Martín                 |      | [ 12 ] |
| 2024 | XI Premios Feroz                                | Mejor actriz secundaria en serie de televisión | Julia de Castro              |      | [ 12 ] |